# Supermarine
«Супермари́н» (англ. Supermarine Aviation Works) — британская авиастроительная компания, создавшая ряд гидросамолётов, участвующих в Кубке Шнейдера, а также знаменитый истребитель Второй мировой войны — Supermarine Spitfire.

## История
Изначально компания была основана в 1913 году Ноэлем Пимбертон Биллингом в Вулстоне под названием Pemberton-Billing, Ltd. На тот момент компания представляла собой небольшую фирму, занимающеюся ремонтом морских самолетов.
В это самое время фирма изготовила два прототипа гидропланов-перехватчиков, предназначающихся для уничтожения Цеппелинов. Этими прототипами были Supermarine P.B.29 и Supermarine Nighthawk. На первом была установлена безоткатная пушка Дэвиса, а второй имел генератор, вырабатывающий электроэнергию для мощного прожектора.
После того, как Пимбертон Биллинг в 1916 году был выбран членом парламента, он продал фирму своему производственному менеджеру и давнему компаньону Хуберту Скотт-Пэйну. Тот переименовал компанию в Supermarine Aviation Works, Ltd, что отражало главное направление производства фирмы.
В 1919 году в компании пост главного конструктора занял молодой инженер-самоучка, с именем которого связаны дальнейшие успехи компании — Реджинальд Митчелл. При его участии были разработаны гидропланы, с которыми компания стала известной, в победах на Кубке Шнейдера в 1922, 1927, 1929 и 1931 годах.
В то же время, в 1928 году концерн Vickers-Armstrongs установил финансовый контроль над компанией, переименовав Supermarine в Supermarine Aviation Works (Vickers), Ltd и превратив её в дочернюю компанию. Но компания продолжала оставаться номинально самостоятельной. Даже когда в 1938 году Vickers-Armstrongs был реорганизован и авиационные подразделения концерна были превращены в Vickers-Armstrongs (Aircraft) Ltd, Supermarine продолжала разрабатывать, строить и продавать самолеты под своим собственным именем.
Первым широко известным сухопутным самолётом компании стал Спитфайр, который совместно с Hawker Hurricane составлял основу истребительной авиации Великобритании во время Второй мировой войны. Его первый полет состоялся в 1936 году и после успешных испытаний, компания получила заказ на 310 самолетов. Небольшое КБ фирмы (менее 90 человек) одновременно с доработкой Спитфайра вела параллельно работы по 2 другим проектам, одним из которых был Supermarine Walrus. Однако компания имея всего два небольших завода в Вулстоне и Хисе с численностью рабочих около 500 человек не смогла полностью самостоятельно выполнить заказ, привлекая для субподряда при изготовлении различных деталей множество более мелких компаний. Тем не менее, фирма оставила за собой изготовление фюзеляжа и окончательную сборку самолета. Одновременно, для сборки Спитфайров спешно возводили два новых больших цеха в Истлее, южном пригороде Саутгемптона.
В 1937 году Митчел умер из-за рака, в возрасте 43 лет, а его преемником на посту главного конструктора стал Джозеф Смит, который и доводил все последующие модификации самой известной конструкции компании.